# Inzell
Inzell – gmina w południowo-wschodnich Niemczech, w kraju związkowym Bawaria, w rejencji Górna Bawaria, w regionie Südostoberbayern, w powiecie Traunstein. Leży około 15 km na południowy wschód od Traunsteinu, przy drodze B306 oraz B305.

## Demografia
| Rok  | Liczba mieszk. |
| ---- | -------------- |
| 1970 | 3007           |
| 1987 | 3736           |
| 2000 | 4179           |
| 2005 | 4327           |

### Struktura wiekowa
Dane o ludności z 31 grudnia 2008:
| Opis                                | Ogółem | Ogółem | Kobiety | Kobiety | Mężczyźni | Mężczyźni |
| ----------------------------------- | ------ | ------ | ------- | ------- | --------- | --------- |
| Jednostka                           | osób   | %      | osób    | %       | osób      | %         |
| Populacja                           | 4484   | 100    | 2347    | 52,34   | 2137      | 47,66     |
| Wiek przedprodukcyjny (0–17 lat)    | 789    | 17,6   | 370     | 8,25    | 419       | 9,34      |
| Wiek produkcyjny (18–65 lat)        | 2592   | 57,81  | 1345    | 30      | 1247      | 27,81     |
| Wiek poprodukcyjny (powyżej 65 lat) | 1103   | 24,6   | 632     | 14,09   | 471       | 10,5      |

## Polityka
Wójtem gminy jest Martin Hobmaier z CSU, rada gminy składa się z 16 osób.
|      | CSU | SPD/Niezależni | BfI | FA | OBLIC | Razem |
| 2008 | 7   | 3              | 3   | 2  | 1     | 16    |
| 2002 | 7   | 4              | 3   | 2  | –     | 16    |

## Osoby związane z gminą
- Anni Friesinger-Postma – łyżwiarka szybka, należy do tutejszego klubu sportowego

## Oświata
W gminie znajduje się przedszkole (150 miejsc) oraz szkoła podstawowa z Hauptschule (17 nauczycieli, 272 uczniów).